# 1963 في فيتنام
فيما يلي قوائم الأحداث التي وقعت خلال عام 1963 في فيتنام.

## سياسة

### تعيين في المنصب
- 1 يناير – هنري كابوت لودج الابن سفير الولايات المتحدة  لدى فيتنام [الإنجليزية]‏.

## مواليد

### يناير
- 1 يناير – لن دن[1]

### أبريل
- 2 أبريل – فان ثي كيم فوك كاتبة كندية.

## وفيات

### يونيو
- 11 يونيو – تتش كوان دك (مواليد 1897)

### نوفمبر
- 2 نوفمبر – نغو دينه ديم (مواليد 1901)[2]